# دائرة تيزي وزو
دائرة تيزي وزو هي أحد دوائر ولاية تيزي وزو الجزائرية. وتضم بلدية واحدة هي بلدية تيزي وزو.

## الشؤون الدينية

### المساجد
تحتوي هذه الدائرة على العديد من المساجد التي تشرف عليها مديرية الشؤون الدينية والأوقاف لولاية تيزي وزو تحت وصاية وزارة الشؤون الدينية والأوقاف.
- المسجد العتيق [الفرنسية]
- مسجد أرزقي الشرفاوي [الفرنسية]
- مسجد لالة سعيدة [الفرنسية]

### الزوايا
- «زاوية سيدي بالوة الزواوي» (رجاونة).[2]

## النوادي
يضم إقليم دائرة تيزي وزو العديد من نوادي كرة القدم، منها:
1. شبيبة القبائل
2. شباب بوخالفة
3. اتحاد سيدي بالوة

## شخصيات
- محمد بلحسين [الفرنسية]، صوفي وعسكري ورجل سياسي جزائري.
- محمد بلحسين [الفرنسية]، طبيب وأكاديمي جزائري.

## مواضيع ذات صلة
- دوائر ولاية تيزي وزو
- بلديات ولاية تيزي وزو